# Endocardium
Az endocardium (magyarul szívbelhártya) a szívszövet kamrákat szegélyező legbelsőbb rétege. Sejtjei biológiailag hasonlóak a véredényeket határoló endotheliális sejtekhez. Az endocardiumhoz tartozik a négy szívbillentyű is.  
Az endocardium a nagyobb méretű myocardium, a szív összehúzódásáért felelős izom alatt található. A külső réteg neve epicardium: folyadékot tartalmazó, rostos állagú zsák, a szívburok veszi körül a szívet. 

## Működés
Sima felülete révén az endocardium megakadályozza, hogy a vér a szívfalra tapadjon és vérrög alakuljon ki. A felület továbbá a véráramlást kiegyensúlyozottabbá, a szívműködést hatékonyabbá teszi. 
Újabban nyilvánvalóvá vált, hogy az endocardium, mely elsősorban endotheliális sejtekből épül fel, irányítja a myocardialis funkciót. Ez az igazító szerep különbözik a homeometriás és heterometriás szabályozó rendszerektől, melyek a myocardialis összehúzódó képességet ellenőrzik. 

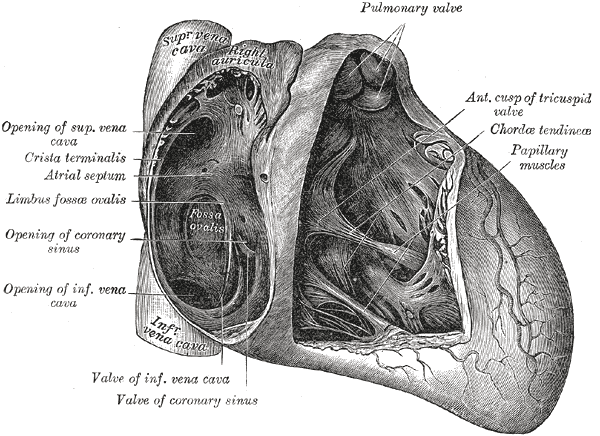
A szív jobb oldala belülről

## Szívdiagnosztika
Az echokardiográfiai vizsgálat során az endocardium vékony, világos rétegként ismerhető fel. Az echokardiográfia segítségével a szívbillentyűk nagyon jól láthatóak és vizsgálhatóak. Transoesophagealis echokardiográfia révén még részletesebb adatok nyerhetőek. 